# Tattwa
Tattwa – ewolut prakryti
lub śakti, pierwiastek rzeczywistości, kategoria ontyczna w filozofii indyjskiej. Każda z tattw jest emisją poprzedniej i przyczyną kolejnej, coraz mniej subtelnej formy.
Bóstwo władające konkretna tattwą to tattweśwara.

## Liczba tattw
24 – sankhja (w Sankhjakarika) objaśnia istnienie dwudziestu czterech tattw.

24 – Bhagawadgita:
- Pieśń 13 to wykład ontologii krysznaickiej. Kryszna przedstawia w nim 25 elementów z których składa się prakryti (materia, natura) i przeciwstawia im Puruszę, czyli ducha obecnego we wszystkim.
- Pieśń 14 to rozwinięcie tez zawartych w poprzedniej pieśni, czyli wykład teorii trzech gun. Są to – sattwa, radźas i tamas, czyli: światło, pożądanie i zaślepienie. Kryszna wyjaśnia ich sens i mówi, że tylko wyzwolenie się z nich jest prawdziwą drogą do boga.

36 – Śri widja
i śiwaizm kaszmirski Abhinawaguptapady wymienia trzydzieści sześć zasad kosmicznych

51 – Brahmawidyopaniszad (62) zawiera opis pięćdziesięciu jeden pierwiastków

96 – Warahopaniszad mówi o liczbie dziewięćdziesięciu sześciu tattw